# Au soldat inconnu, les enfants de la Résistance
Pour plus de détails, voir Fiche technique et Distribution.
Au soldat inconnu, les enfants de la Résistance est le deuxième film de la série Au soldat inconnu. C'est un film de guerre français réalisé par Thomas Lemoine, sorti le 11 mai 2011 lors du Festival de Cannes au Short Film Corner.

## Synopsis
Août 1944, dans un maquis du Sud de la France, un groupe de résistants a pour mission de préparer et de faciliter le débarquement des Alliés en Provence.
Dans ce contexte difficile, un père tente de préserver l’innocence de son fils, anéanti par les événements tragiques qu’il vient de vivre, et de lui faire entrevoir qu’il y a une vie après la guerre.

## Fiche technique
- Titre français : Au soldat inconnu, les enfants de la Résistance
- Titre anglais : The Unknown Soldier, the children of the Resistance
- Réalisation : Thomas Lemoine
- Scénario : Thomas Lemoine
- Production : Scotprod, Établissement de communication et de production audiovisuelle de la Défense (ECPAD)
- Producteur : Dimitri Lemoine et Thomas Lemoine
- En partenariat avec le ministère de la Défense, la DICoD, la DMPA[2].
- Avec le soutien du ministère de la Défense, de l’université Nice Sophia Antipolis, du CROUS de Nice Toulon, le parc national du Mercantour, RFI[3].
- Avec la participation de Micom-Consulting, le Radisson Blu 1835 Hôtel de Cannes, Bouvet-Ladubay, la ville de Cannes, le village de Saint-Martin-Vésubie, Cannes Groupes Véhicules, le Centre de la Méditerranée moderne et contemporaine, le musée de la Résistance azuréenne[4].
- Société de distribution : ECPAD édition
- Durée : 35 minutes
- Genre : drame, guerre, historique
- Pays :  France
- En 2024, pour le 80e anniversaire de la libération de la France, le film reçoit le label " 80 ans de libération[5] " du ministère de la Défense et de l'Office national des anciens combattants et victimes de guerre. Il filme est projeté lors de plusieurs commémorations dans la région PACA et à une nouvelle sortie au cinéma[6].

## Distribution
- Pascal d’Amato : Paul
- Thomas Lemoine : Louis
- Jacques Frantz : narrateur
- Thomas Côte : Gaby
- Pierre Blain : collaborationniste
- Baptiste Pellegrinetti : Jacques, l’enfant
- Dimitri Lemoine : un résistant
- Justine Vultaggio : jeune fille qui chante
- Magali Semetys : Marie
- Grégory Bakian : un résistant
- Aurélien Llavador : un résistant
- Nicolas Depetris : un résistant
- Stefano Crostra : résistant italien
- Mamadou Sall : résistant tirailleur sénégalais 1
- Mahfoud Salek Prestifilippo : résistant tirailleur sénégalais 2
- Charles Goujon : résistant antillais
- David Fouan : officier allemand
- David Bernheim : un Allemand

## Autour du film
- Les prises de vue ont été faites au village de Saint-Martin-Vésubie et dans le parc national du Mercantour, hauts lieux de la Résistance azuréenne. Le Mercantour servait de refuge et de base pour les résistants, qui y préparaient des attaques et des actes de sabotage contre l'armée italienne, puis allemande[7].
- L'intrigue se déroule chronologiquement avant celle du film Au soldat inconnu, le débarquement de Provence puisqu’il retrace la vie d’un groupe de résistants du 11 au 14 août 1944, la veille du débarquement de Provence.
- Le film est une fiction qui s’inspire de différentes actions armées de la Résistance en Provence et en Normandie.
- C’est le premier film qui intègre des tirailleurs sénégalais, un antillais, une femme et un italien à un groupe de résistants français métropolitain. Thomas Lemoine a voulu rendre hommage à tous ceux qu’on oublie et qui ont combattu pour la France[8].
- Le film se termine avec un mini documentaire constitué d’archives d’époque de l’ECPAD sur le débarquement de Provence et l’action de la Résistance dans la libération de la France[7].
- Le film a bénéficié d’une promotion importante au Festival de Cannes 2011 avec notamment un défilé militaire sur la Croisette[9].
- Au soldat inconnu, les enfants de la Résistance a été sélectionné hors compétition au FEMI, Festival Régional et International du Cinéma de Guadeloupe en 2012[10]
- Le film a été diffusé à la cinémathèque de Nice en mai 2015 dans le cadre d'un programme sur le 70e anniversaire de la libération[11].